# Vordere Karlesspitze (Stubaier Alpen)
De Vordere Karlesspitze is een 2574 meter hoge bergtop in de Stubaier Alpen in het Oostenrijkse Tirol.
De berg ligt nabij het wintersportoord Kühtai in de gemeente Silz. De berg wordt geflankeerd door de 2399 meter hoge Schafzöllen in het noorden en de 2641 meter hoge Hintere Karlesspitze in het zuiden.
Voor een skitocht naar de top lenen de maanden januari tot en met april zich het beste. Een dergelijke beklimming is redelijk zwaar, neemt ongeveer tweeënhalf uur in beslag en begint bij het Speicher Längental (1900 meter). Via de Mittergrathütte (1956 meter) gaat het in zuidelijke richting totdat de kaar van de Vordere Karlesspitze opdoemt. Over de steile oostelijke graat (tot 38° stijging) gaat het dan verder richting de top, waarop een klein houten gipfelkreuz is geplaatst.
De berg moet niet verward worden met de Vordere Karlesspitze in de Ötztaler Alpen.

## Voetnoten
1. ↑  Austrian Map online 1:50.000 (ÖK 50) van het BEV